# マローン/黒い標的
『マローン/黒い標的』（原題：Malone）は、1987年製作のアメリカ合衆国のアクション映画。

## あらすじ
オレゴン州のある峡谷にある小さな町カムストックに、旅の途中のリチャード・マローンという1人の男がやって来た。
マローンは車が故障したため、町で自動車修理店を営むポールとジョーの父娘の好意により、しばらくの間厄介になることになる。
しかし、マローンはこの町のどこか異常な雰囲気をすぐに察知する。この町では、大富豪のチャールズ・デラニーが己の誇大妄想的なプロジェクトを推し進めるため、強引な地上げを行っており、町はほとんどゴーストタウンと化していたのだ。
デラニーはすぐによそ者のマローンに目を付けてくる。それにより、マローンも様々なトラブルに巻き込まれるようになり、ついには命を狙われるようになる。
そんな彼のもとに昔の恋人ジェイミーが駆けつけ、協力する。実はマローンは元CIAの特殊工作員であり、ジェイミーは彼の仲間の女性エージェントであった。
しかし、ジェイミーもやがてデラニーの手にかかって殺され、怒りに燃えたマローンは単身、デラニー一味と最後の対決に臨む。

## キャスト
| 役名                 | 俳優                   | 日本語吹替                                                                                       |
| 役名                 | 俳優                   | テレビ東京版                                                                                     |
| -------------------- | ---------------------- | ------------------------------------------------------------------------------------------------ |
| リチャード・マローン | バート・レイノルズ     | 田中信夫                                                                                         |
| チャールズ・デラニー | クリフ・ロバートソン   | 堀勝之祐                                                                                         |
| ジョー・バーロウ     | シンシア・ギブ         | 水谷優子                                                                                         |
| ジェイミー           | ローレン・ハットン     | 沢海陽子                                                                                         |
| ポール・バーロウ     | スコット・ウィルソン   | 水野龍司                                                                                         |
| ホーキンス           | ケネス・マクミラン     | 広瀬正志                                                                                         |
| カルヴィン・ボラード | トレイシー・ウォルター |                                                                                                  |
| ダン・ボラード       | デニス・バークレイ     |                                                                                                  |
| マドリード           | アレックス・ディアカン |                                                                                                  |
|                      | ドン・S・デイヴィス    |                                                                                                  |
| その他               |                        | 中田和宏 菅原正志 相沢正輝 安井邦彦 梅津秀行 石井隆夫 落合弘治 柳沢栄治 幸田夏穂 青山穣 久保田恵 |

・テレビ東京版：初回放送1997年3月27日『午後のロードショー』

## 関連作品
- シェーン